# Anstalten Johannesberg
Anstalten Johannesberg är ett fängelse invigt 2005 som ligger i Mariestad. Johannesberg är en av Kriminalvårdens anstalter och tar bland annat emot intagna som dömts för relationsvåld. Sedan april 2023 är hälften av anstalten en så kallad konceptanstalt, där syftet är att intagna med olika brottskategorier ska vistas under kortare tid. Det är en sluten anstalt med säkerhetsklass 2.
Anstalten hade 112 platser och 45 anställda år 2024.

## Historik
En av byggnaderna på anstalten är ursprungligen från 1875 och fungerade fram till 1990-talet för diverse omsorgsverksamhet inom Johannesbergsområdet. Flera byggnader i området tillkom under denna tid och fängelset är inrymt i två byggnader från 1962 ritade av Leo Uulas och som 2004-2005 byggdes om till anstalt.
Fängelset byggdes först som ett "väntfängelse", en sluten anstalt där personer dömda upp till fyra år ska placeras tills det finns plats på ett vanligt fängelse. De flesta var dömda för olika vålds- eller narkotikabrott. År 2006 ändrades verksamheten till att enbart arbeta med män i heterosexuella förhållanden som dömts för relationsvåld. Med verksamhetsförändringen blev det Sveriges första anstalt med denna renodlade verksamhet.

## Metodik
Anstalten använde sig ursprungligen av kognitiva beteendeterapiformen IDAP (Integrated Domestic Abuse Programme), med krav på att de intagna skulle ha en förståelse för att de gjort fel och vilja ändra sitt beteende. Även den utsatta kvinnan skulle ges stöd och vägledning om hon ville. Nackdelen med metoden var att hälften av männen på anstalten inte deltog i någon behandling. Detta berodde bland annat på att många av dem ansåg sig oskyldiga, att de inte kände något ansvar för sitt agerande, att de inte kunde tillräckligt bra svenska för att kunna delta i behandlingen eller att deras straff var för korta. Under 2021 fasades IDAP-programmet ut och ersattes av Predov (Preventing Domestic Violence). Syftet var att få en effektivare behandling med större förutsättningar att fortsätta behandlingen i frivården efter frigivning.